# 霍尔格·努尔梅拉
霍尔格·努尔梅拉（瑞典語：Holger Nurmela，1920年10月28日—2005年3月1日），瑞典男子足球、冰球运动员。他曾代表瑞典参加1948年、1952年和1956年冬季奥林匹克运动会冰球比赛，获得一枚铜牌。